# Eriophyllum
Eriophyllum é um género botânico pertencente à família Asteraceae.